# Horst Faas
Horst Faas (Berlín, 28 de abril de 1933 - 10 de mayo de 2012), fue un corresponsal gráfico de guerra que obtuvo dos premios Pulitzer.
Pasó su infancia en Berlín y con doce años tras finalizar la Segunda Guerra Mundial consiguió pasar a la zona occidental de Alemania. En 1951 comenzó su carrera como fotógrafo en la Agencia Keystone, pero en 1960 fue contratado por la Associated Press con la que desarrolló su trabajo fotográfico hasta su jubilación en 2004. Desde sus comienzos trabajó en escenarios bélicos como Argelia y el Congo, pero fue a partir de los años sesenta su actividad se centró en Vietnam y en  1962 fue nombrado editor en la zona por la Associated Press. Abordaba la fotografía de guerra de una forma cruda, un ejemplo de su postura la mostró mediante su apoyo a la publicación de la fotografía de una niña desnuda que corría huyendo del napalm, tomada por Huynh Cong Ut que está considerada una imagen icónica de esa guerra, también al apoyar la fotografía de Eddie Adams conocida como Saigon Execution.
Sus imágenes de la guerra de Vietnam le proporcionaron el Premio Pulitzer en 1965. En 1967 fue herido por una granada, lo que le obligó a utilizar una silla de ruedas a partir de ese momento. Sin embargo, continúo realizando reportajes fotográficos y en 1972 obtuvo su segundo Pulitzer, junto a Michel Laurent, por un trabajo sobre la Guerra de Liberación de Bangladés.
En 1972 obtuvo una imagen de uno de los terroristas en la Masacre de Múnich. En 1976 se instaló como editor fotográfico para Europa de la Associated Press. En 1997 recibió el Premio Robert Capa Gold Medal y en 2005 el Premio Dr. Erich Salomon.
Su apoyo a los fotógrafos de guerra se mostró también al participar como coautor en dos publicaciones: Requiem que fue un libro publicado en 1997 sobre los fotógrafos que murieron en la guerra de Vietnam tanto en un bando como en el otro y Lost Over Laos que se publicó en 2003 y homenajea a los fotógrafos muertos en Laos en 1971.